# Rue des Degrés
Rue des Degrés (Schodová ulice) je ulice v Paříži. Nachází se ve 2. obvodu. Se svými 5,75 metry délky je nejkratší ulicí v Paříži.

## Poloha
Jedná se o schodiště se 14 schody doplněné kovovým zábradlím, které spojuje ulice Rue de Cléry u č. 87 a Rue Beauregard u č. 50.

## Historie
Rue des Degrés je jednou z ulic, které spojovaly silnici podél městských hradeb Karla V. (dnešní Rue de Cléry) a šest bašt. Do ulice nevedou z okolních domů žádná okna ani dveře (byly zazděny). Mezi dvěma vysokými zdmi vede schodiště, které dalo ulici název již v polovině 17. století.